# Kapteyn b
Kapteyn b ist ein Exoplanet und umkreist Kapteyns Stern, einen 13 Lichtjahre von unserer Sonne entfernten roten Unterzwerg im Sternbild Pictor am Südhimmel.

## Umlauf und Masse
Kapteyns Stern, einer der sonnennächsten Sterne, ist nur rund 13 Lichtjahre von der Erde entfernt. Bislang wurden zwei ihn umkreisende Exoplaneten entdeckt, wobei Kapteyn b sein Zentralgestirn in etwa 48 Tagen umkreist. Kapteyn b befindet sich in der habitablen Zone, in der es theoretisch flüssiges Wasser geben könnte.

## Entdeckung
Unter Beteiligung der Universität Göttingen hat ein internationales Team am 4. Juni 2014 die Entdeckung der zwei planetaren Begleiter Kapteyn b und Kapteyn c bekannt gegeben. Ansgar Reiners vom Institut für Astrophysik der Universität Göttingen erläuterte zusammenfassend: „Der erste Planet des Sterns, Kapteyn b, hat eine Umlaufperiode von 48 Tagen und könnte über flüssiges Wasser verfügen. Er ist mindestens fünfmal so schwer wie die Erde.“ Guillem Anglada-Escudé von der School of Physics and Astronomy der University of London, der die Studie leitete, ergänzte, dass „frühere Analysen eine gewisse Variabilität zeigten“, weshalb das Forscherteam „nach Planeten mit sehr kurzen Umlaufzeiten gesucht hat.“ Über ihren Fund berichteten die Astronomen in der Fachzeitschrift Monthly Notices of the Royal Astronomical Society.
Das Team nutzte Daten des HARPS-Spektrometers der europäischen Südsternwarte (ESO) und des Las Campanas-Observatoriums in Chile sowie des Keck-Observatoriums auf Hawaii, um mit der Radialgeschwindigkeitsmethode die  Untergrenzen für die Massen der Planeten zu bestimmen.
Derzeit sind nur die Umlaufperioden und der Abstand der Planeten zu ihrem Stern bekannt, ebenso bleibt anhand der bislang vorliegenden Daten offen, ob Kapteyn b tatsächlich lebensfreundlich ist.